# Prémios Goya
O Goya (no original em espanhol Goya ou Premios Anuales de la Academia) é o prêmio mais importante do cinema espanhol, outorgado anualmente pela Academia das Artes e Ciências Cinematográficas da Espanha com a finalidade de condecorar os melhores profissionais em cada uma das diversas especialidades do setor. O prêmio consiste em um busto de Francisco Goya feito em bronze pelo escultor José Luis Fernández.

## História
A Academia das Artes e Ciências Cinematográficas é uma instituição privada que foi criada oficialmente em 8 de janeiro de 1986. Um ano depois de sua criação a entidade decide realizar uma celebração para premiar os melhores trabalhos do cinema espanhol realizadas em distintas categorias durante o ano anterior da data de entrega, dessa forma, a academia cria os chamados Premios Anuales de la Academia "Goya". A primeira edição foi realizada no dia 17 de março de 1987 no Teatro Lope de Vega, em Madrid. A última edição foi realizada em fevereiro de 2019 em Sevilha, no Palácio de Exposições e Congressos.
No ano 2000 a cerimônia de entrega dos prêmios se realizou fora da cidade de Madrid. Naquela ocasião a condecoração foi celebrada em Barcelona.
Em 2003, uma grande quantidade de profissionais do cinema aproveitou a cerimônia de entrega dos prêmios para expressar seu repúdio ao apoio do governo de José María Aznar à invasão dos Estados Unidos ao Iraque ("Não à guerra").
No ano seguinte, em 2004, a associação espanhola Asociación Víctimas del Terrorismo convocou uma manifestação em frente ao local de realização da festa devido ao fato da indicação ao prêmio do documentário de Julio Medem, La Pelota Vasca, no qual, segundo os manifestantes, as vítimas do movimento separatista basco são comparadas aos terroristas. Por isso pediram o apoio dos presentes à festa e os incentivaram a portar um adesivo com o slogan "Não ao ETA". Nesta manifestação podia ser lido cartazes com mensagens reprovação ao diretor e obra. Por sua vez, alguns dos profissionais do meio artísticos presentes na celebração formaram uma barreira em torno do Medem e mostraram seus próprios adesivos com as mensagens "Medem sim, ETA não", "Sim à liberdade de expressão" ou "Não ao terrorismo".
Em 2005, José Luis Rodríguez Zapatero tornou-se o primeiro presidente que presenciou a esta entrega dos prêmios. Nesta edição, surgiram algumas acusações de que a entrega estaria sendo politizada (Mar Adentro, de Alejandro Amenábar foi premiado com 14 Goyas em diversas categorias).
No ano de 2008 o prêmio de Melhor Canção Original foi atribuído pela primeira vez a uma canção em português, com a canção "Fado da Saudade", da trilha sonora de Fados, de Carlos Saura, interpretado por Carlos do Carmo e com um poema de Fernando Pinto do Amaral.
Em 2011 a academia proibiu que menores de 16 anos fossem nomeados para o prêmio, alegando: "Crianças que ganhavam um Goya foram tornando-se membros ativos da Academia, o que implica circunstâncias legais não exigíveis a um menor".

## Categorias
No início existiam apenas 15 categorias dos prêmios Goya, atualmente existem 28, além de um prêmio honorário, o Goya de Honra. Para cada categoria são nomeados quatro candidatos. 
| - Melhor filme - Melhor diretor - Melhor ator - Melhor atriz - Melhor roteiro original - Melhor roteiro adaptado - Melhor diretor revelação - Melhor ator coadjuvante - Melhor atriz coadjuvante - Melhor ator revelação |  | - Melhor atriz revelação - Melhor direção de produção - Melhor fotografia - Melhor cenário - Melhor música original - Melhor canção original - Melhor direção artística - Melhor figurino - Melhor maquiagem e cabelo - Melhor trilha sonora |  | - Melhores efeitos especiais - Melhor filme de animação - Melhor curtametragem de animação - Melhor curtametragem documentário - Melhor curtametragem de ficção - Melhor filme ibero-americano - Melhor filme europeu - Melhor filme documentário - Melhor filme estrangeiro em espanhol - Goya de Honra |

## Estatísticas

### Filmes mais premiados
- 14 prêmios: Mar adentro (2004) -- de 15 indicações (venceu na categoria Melhor Filme)
- 13 prêmios: ¡Ay, Carmela! (1990) -- de 15 indicações (venceu na categoria Melhor Filme)
- 10 prêmios: Belle Époque (2012) -- de 18 indicações (venceu na categoria Melhor Filme)
- 10 prêmios: La isla mínima (2014) -- de 17 indicações (venceu na categoria Melhor Filme)
- 10 prêmios: Handia (2018) -- de 13 indicações
- 9 prêmios: Belle Époque (1992) -- de 17 indicações (venceu na categoria Melhor Filme)
- 9 prêmios: Pa negre (2010) -- de 14 indicações (venceu na categoria Melhor Filme)
- 9 prêmios: Un monstruo viene a verme (2017) -- de 12 indicações
- 8 prêmios: El rey pasmado (1991) -- de 14 indicações
- 8 prêmios: Días contados (1994) -- de 19 indicações (venceu na categoria Melhor Filme)
- 8 prêmios: Nadie hablará de nosotras cuando hayamos muerto (1995) -- de 10 indicações (venceu na categoria Melhor Filme)
- 8 prêmios: Os Outros (2001) -- de 15 indicações (venceu na categoria Melhor Filme)
- 8 prêmios: Cela 211 (2009) -- de 16 indicações (venceu na categoria Melhor Filme)
- 7 prêmios: La niña de tus ojos (1998) -- de 18 indicações (venceu na categoria Melhor Filme)
- 7 prêmios: Tesis (1996) -- de 8 indicações (venceu na categoria Melhor Filme)
- 7 prêmios: El perro del hortelano (1996) -- de 12 indicações
- 7 prêmios: Todo sobre mi madre (1999) -- de 14 indicações (venceu na categoria Melhor Filme)
- 7 prêmios: Te doy mis ojos (2003) -- de 9 indicações (venceu na categoria Melhor Filme)
- 7 prêmios: El laberinto del fauno (2006) -- de 13 indicações
- 7 prêmios: El orfanato (2007) -- de 14 indicações
- 7 prêmios: Ágora (2009) -- de 13 indicações
- 7 prêmios: El Reino (2019) -- de 13 indicações
- 6 prêmios: Remando al viento (1988) -- de 13 indicações
- 6 prêmios: El sueño del mono loco (1989) -- de 11 indicações (venceu na categoria Melhor Filme)
- 6 prêmios: El día de la Bestia (1995) -- de 14 indicações
- 6 prêmios: Camino (2008) -- de 7 indicações (venceu na categoria Melhor Filme)

### Filmes mais indicados
- 19 indicações: Días contados (1994) -- venceu em 8 categorias
- 18 indicações: La niña de tus ojos (1998) -- venceu em 7 categorias
- 18 indicações: Blancanieves (2012) -- venceu em 10 categorias
- 17 indicações: Belle Époque (1992) -- venceu em 9 categorias
- 17 indicações: La isla mínima (2014) -- venceu em 10 categorias
- 16 indicações: Mujeres al borde de un ataque de nervios (1988) -- venceu em 5 categorias
- 16 indicações: Cela 211 (2009) -- venceu em 8 categorias
- 15 indicações: ¡Ay, Carmela! (1990) -- venceu em  13 categorias
- 15 indicações: ¡Átame! (1990) -- não venceu em nenhuma categoria
- 15 indicações: La comunidad (2000) -- venceu em 3 categorias
- 15 indicações: Os outros (2001) -- venceu em 8 categorias
- 15 indicações: Mar adentro (2004) -- venceu em 14 categorias
- 15 indicações: Alatriste (2006) -- venceu em 3 categorias
- 15 indicações: Los girasoles ciegos (2008) -- venceu em 1 categoria
- 15 indicações: Balada triste de trompeta (2010) -- venceu em 2 categorias